# Масляногорск
Масляногорск — село в Зиминском районе Иркутской области России. Административный центр Масляногорского муниципального образования. 

## История
В начале 20 века на место зимнего бурятского поселения на левом берегу Оки пришли русские, осели, и основали село. Название происходит от имеющегося неподалеку выхода «каменного масла» — месторождения квасцов. 
С 1908 года Масляногорск упоминается в епархиальных документах, этот год и считается датой основания села. В 1916 году, на средства сельчан был построен и освещен православный храм. Но новая власть закрыла церковь в первые же годы.  Разоренное, хотя и сохранившее величавость деревянное церковное здание простояло в селе до 1958 года. Ныне на месте бывшего храма водружен Крест. 27 декабря 2015 вновь на деньги местных жителей был открыт храм в перестроенном здании бывшего магазина. С 2005 года Масляногорск является центром Масляногорского муниципального образования.

## География
Находится примерно в 45 км к юго-западу от районного центра.

## Население
| 2002 | 2010 | 2011 | 2012 |
| ---- | ---- | ---- | ---- |
| 616  | ↘508 | ↘507 | ↘497 |

По данным Всероссийской переписи, в 2010 году в селе проживало 508 человек (239 мужчин и 269 женщин).